# Ligne de Port-de-Piles à Argenton-sur-Creuse
La ligne de Port-de-Piles à Argenton-sur-Creuse est une ligne de chemin de fer française à écartement normal et à voie unique, partiellement déclassée. Elle relie Port-de-Piles, dans le département de la Vienne, en région Nouvelle-Aquitaine, à Argenton-sur-Creuse, dans le département de l'Indre, en région Centre-Val de Loire. Elle remonte la vallée de la Creuse.
Elle constitue la ligne no 598 000 du réseau ferré national.

## Historique
Une ligne de Tournon-Saint-Martin à La Châtre est concédée par une convention signée 23 mai 1872, entre le préfet de l'Indre et Messieurs Séguineau et Jackson. Cette convention est approuvée par un décret, le 10 juin 1873 qui déclare la ligne d'utilité publique à titre d'intérêt local.
La ligne de Port-de-Piles à Preuilly-Claise est déclarée d'utilité publique par une loi du 13 juin 1878.
La loi du 17 juillet 1879 (Plan Freycinet) portant classement de 181 lignes de chemin de fer dans le réseau des chemins de fer d’intérêt général retient en no 91, une ligne de « Preuilly à Tournon-Saint-Martin (Indre) ». Une loi du 28 juillet suivant déclare la ligne d'utilité publique et reclasse dans le réseau d'intérêt général la ligne de Tournon à La Châtre.
La ligne de Port-de-Piles à Argenton-sur-Creuse est concédée à titre définitif par l'État à la Compagnie du chemin de fer de Paris à Orléans, par une convention signée entre le ministre des Travaux publics et la compagnie, le 28 juin 1883. Cette convention est approuvée par une loi, le 20 novembre suivant.
La ligne est ouverte en 3 étapes :
- de Port-de-Piles à Preuilly-Claise, le 14 juin 1885 ;
- de Preuilly-Claise au Blanc, le 16 mai 1886 ;
- du Blanc à Argenton-sur-Creuse, le 8 avril 1889.

Le tronçon du Blanc à Argenton-sur-Creuse a été fermé au service des voyageurs, le 22 juin 1940, suivi par celui de Port-de-Piles au Blanc, le 27 juin 1940. Le tronçon de Tournon-Saint-Martin au Blanc a été fermé au service des marchandises en 1970, tandis que celui du Blanc à Argenton-sur-Creuse a été fermé, le 20 mai 1994. La ligne a été déclassée entre Tournon-Saint-Martin et Le Blanc (PK 331,652 à 347,094), le 29 octobre 1970 et du Blanc à Argenton-sur-Creuse (PK 347,094 à 383,000), le 17 octobre 2001.
En 2005, le trafic fret cesse entre La Haye - Descartes et Tournon. En 2014, un projet de train touristique est porté par l'association « Chemin de Fer Touristique Sud Touraine » entre Port-de-Piles et Tournon-Saint-Martin ». La section entre La Haye - Descartes (et plus précisément depuis le pk 289,220) et Tournon est fermée le 12 juin 2014 et la voie est déposée à l'automne 2017.
La ligne reste exploitée entre Port-de-Piles et la Z.I. de Descartes pour desservir des silos chargés par Centre Ouest Céréales.

## Tracé et profil
Ligne à voie unique et à écartement normal, non électrifiée. Son profil est moyen : les déclivités ne dépassent pas 10 ‰. Elle ne comporte pas de tunnels. Trois viaducs d'une certaine importance permettent le franchissement de la Creuse, dont le viaduc du Blanc, un ouvrage en maçonnerie de 19 arches, de 528 m de long et de 38 m de hauteur situé un peu avant la gare du Blanc, pour franchir la rivière.
En 2018, la vitesse maximale est de 30 km/h sur la partie toujours exploitée entre Port-de-Piles et la Z.I. de Descartes, limitée à 10 km/h sur le pont-rail passant sur la D 910. Cette section de la ligne devrait faire l'objet de travaux de rénovation à hauteur de 1 million d'euros et rouvrir à la mi-2021.

### Gares

#### Gares en service

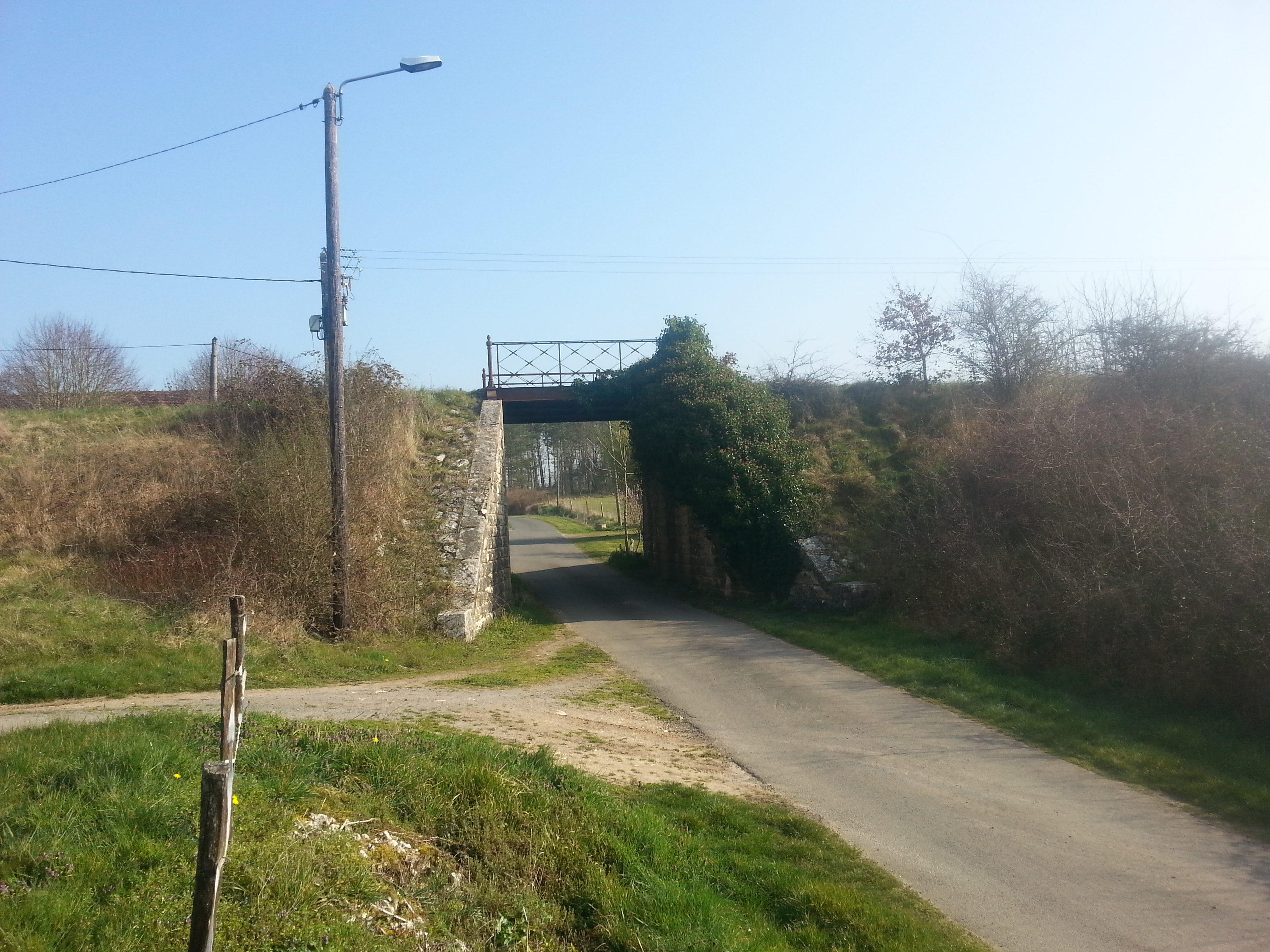
Le pont des Cloîtres à Fontgombault (36), en 2014.

- Port-de-Piles
- Argenton-sur-Creuse

#### Gares fermées ou désaffectées
- Abilly
- La Haye-Descartes
- Le Grand-Pressigny
- Chaumussay
- Preuilly-Claise
- Bossay
- Tournon-Saint-Martin
- Launay
- Fontgombault
- Pouligny-Saint-Pierre
- Le Blanc
- Ruffec-le-Château
- Ciron
- Scoury
- Chitray
- Saint-Gaultier

### Voie verte
La ligne est aménagée en voie verte du Blanc à Thenay, la Voie verte des Vallées.
La communauté de communes Loches Sud Touraine a également ouvert en 2021 dans le prolongement la voie verte du Sud-Touraine sur la section Descartes – Tournon-Saint-Pierre.